# 切尔维纳拉
切尔维纳拉是意大利坎帕尼亚大区阿韦利诺省的一个镇。